# موريس كاميري
موريس كاميري (10 مارس 1915 – 15 يناير 2013) هو ملاكم كندي راحل، مثّل بلاده في الألعاب الأولمبية الصيفية 1936.

## روابط خارجية
موريس كاميري على موقع أوليمبيديا (الإنجليزية)